# مكشاف التقاط الإلكترون
مكشاف التقاط الإلكترون  هو جهاز ومكوّن من مكونات أجهزة الاستشراب الغازي (الكروماتوغرافيا الغازية) مهمته الكشف عن الذرات والجزيئات الموجودة في الوسط الغازي، وذلك عن طريق التقاطها للإلكترونات مما يؤدي إلى تأينها واكتسابها لشحنة كهربائية سالبة.
{\displaystyle {\ce {A + e^- ->[M]A^-}}}
يعتمد هذا الجهاز على وجود النظير المشع نيكل-63. اخترع هذا الجهاز سنة 1957 من قبل العالم جيمس لوفلوك؛ ويستخدم بشكل واسع في أجهزة الاستشراب الغازي من أجل الكشف عن الآثار من المركبات الكيميائية في العينات.

## الهوامش

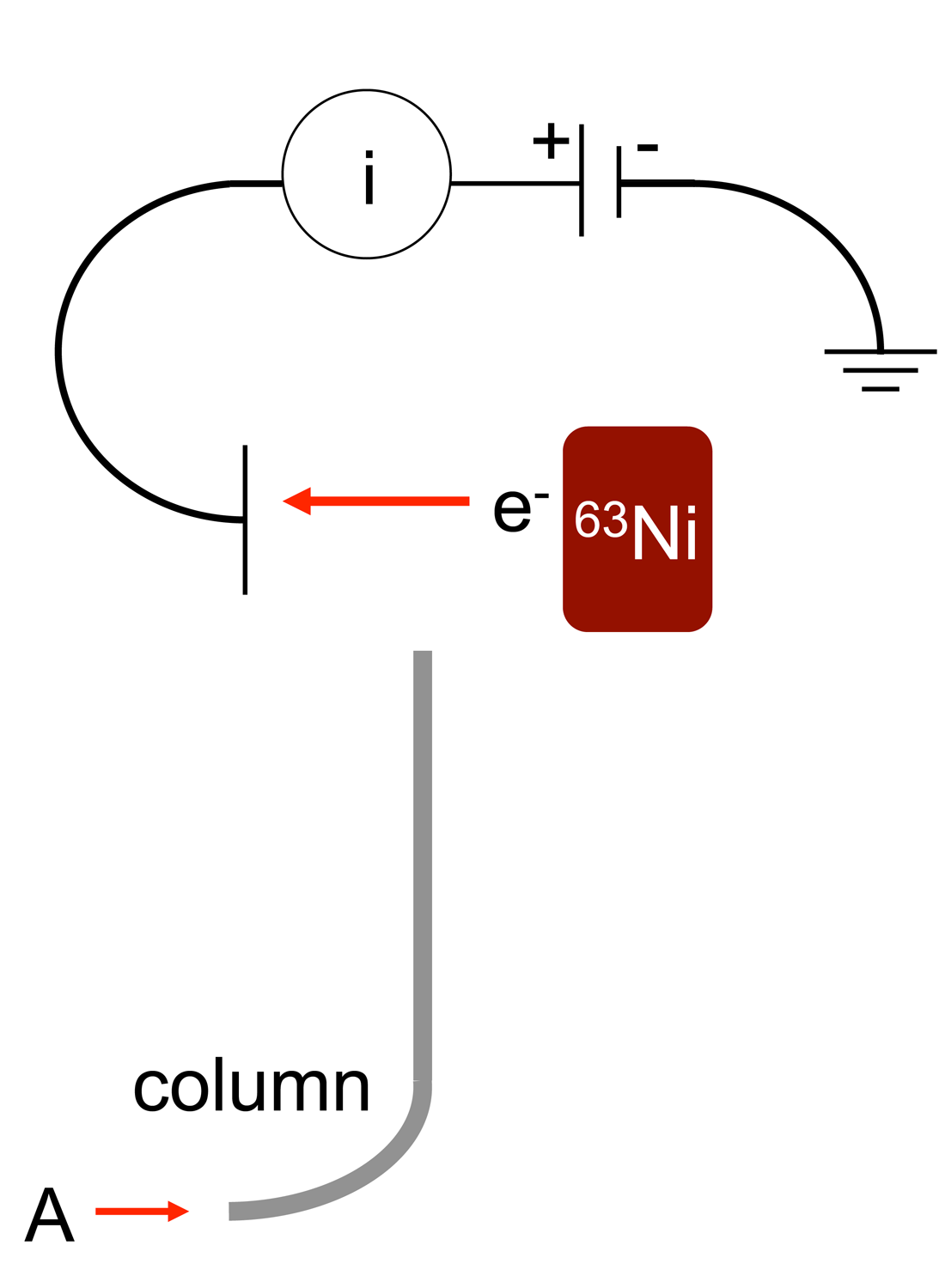
مخطط مبسط لمكشاف التقاط الإلكترون

1. ↑  electron capture detector (ECD)